# Мира Лолић Мочевић
Мира Лолић Мочевић (Бања Лука, 18. јуни 1961) је српска новинарка и самостални уредник  специјалних  програма Радио-телевизије Републике Српске.

## Живот
Рођена је 1961. у Бањој Луци. Журналистику је завршила на Факултету политичких наука у Сарајеву. Живјела је на релацији Бања Лука-Сарајево све до 12. априла 1992, а 1. фебруара 1993. се запослила на Српској радио-телевизији (данашња Радио-телевизија Републике Српске). Обављала је дужност директора програма Радио-телевизије Републике Српске до 2011 а  в д главног и одговорног уредника Телевизије Храм (2019.-2024) .

## Признања
- Орден Светих Новомученика Горњокарловачких 2011.[3]
- Специјално признање за дугометражни документарни филм „Нина“ Међународни филмски фестивал Златни витез Москва  (2013
- )Међународни фестивал ратног филма Тула награда за дугометражни документарни филм“Душу нису убили“ (2019)
- Специјална награда за оригинално виђење историјске баштине за дугометражни документарни филм „Света лоза“ Међународни филмски фестивал Јахорина филм Фестивал (2014).
- Гран при Сребрни пастир и повеља Седрик Далијер  за „Косовски божур“  најбољи страни документарни филм Међународни  телевизијски етнолошки филмски фестивал  Фестеф Кучево(2012)
- Златна буклија  за историографију  за филм „Нина“ Велика Плана (2012)  Злочин над злочинима (2014) Света лоза(2013)Пут до слободе (2015)Поткозарје памти(2018)Душу нису убили(2019)
- Јанко Орфелин „Бдење душе“-  Нина( 2012) Света лоза(2013)    Дјела

Припремила је бројне документарне телевизијских серијале, путописе и филмове.

### Документарни филмови, серијали и емисије
- Нина (свједочанство о покољу у Дракулићу, Шарговцу, Мотикама и руднику Раковац), документарни филм, Радио-телевизија Републике Српске (2012)[4]
- Триптих о Српској, документарни филм, Радио-телевизија Републике Српске (2012)[5]
- Заклетва,документарни филм  Радио телевизије Републике Српске (2012)
- Пут до слободе, докуменатрни филм и серијал о Великом рату, РТРС
- Жене говоре, докуменатрни серијал кратке форме ,РТРС
- Косовски божур, кратки документарни филм РТРС
- Света лоза, документарни филм РТРС
- Злочин над злочинима документарни филм РТРС  документарни филм РТРС
- Поткозарје памти ,документарни филм РТРС
- Вјечном љубављу,документАрни запис РТРС
- Слушај Јелицину пјесму,документарни филм РТРС
- Зашто није отишао Боро,документарни филм РТРС
- Најјачи а Србин,документарни филм РТРС
- Диптих ,кратки документарни филм РТРС
- Драгутин,наш краљ документарни филм РТРС
- Мостови , документарни филм РТРС
- Свједок једног вијека,РТРС
- Наше је да памтимо ,РТРС
- Свједочим серијал документарних записа  о другом свјетском рату РТРС
- Нема боље вјере од хришћанске ,документарни запис РТРС
- Стан Неретво.докуменатрни серијал  о животу Срба у долини Неретве РТРС
- Живот вјечни ,докуменатрни филм РТРС
- Душу нису убили ,документарни филм Удружење Српско руски Мост и РТРС
- Чувари Космета (I, II, III), серијал од 20 емисија, Радио-телевизија Републике Српске
- Небо на земљи ,серијал о манастиру Студеница Радио-телевизија Републике Српске (2011)
- Вјечном љубављу - Манастир Липље, Радио-телевизија Републике Српске
- Разгледница отаџбине, Радио-телевизија Републике Српске 1986-1988
- У потрази, седмогодишњи циклус емисија о људским правима, Радио-телевизија Републике Српске
- Стоп бијелој куги, Радио-телевизија Републике Српске
- Пут у Свету Земљу, Радио-телевизија Републике Српске 2006.
- Духовна лира, серијал од 11 емисија о животу и дјелу владике Николаја Велимировића, Радио-телевизија Републике Српске 2003
- Тамо далеко, путописни серијал, Радио-телевизија Републике Српске[6](2011-2020)
- Бог и човјек ,документарни филм РТРС, 2020
- Гусле моје од јавора сува ,документарни филм  РТРС,2020
- Постоји Божја правда,докуменатрни запис РТРС -ТВ Храм
- Крајишки рапсод,документарни запис,ТВ Храм 2023
- Српски избјеглички дом,документарни филм РТРС -ТВ Храм 2023
- Паломници,документарни серијал  о српским поклоничким мјестима ,ТВ Храм 2024
- Мој програм је Јеванђеље,докумнетарни филм ТВ Храм 2021
- Ако те се сјетим једном само, документарни филм Србско сабрање Баштионик 2023
- У молитвеном загрљају Светог старца документарни филм ТВ Храм  2023
- Бог нам даде Духа силе ,љубави и чистоте ТВ Храм 2024
- Сећање на нашу децу ТВ Храм ,РТРС и Српско сабрање Баштионик 2024

### Књиге
- Чувари Космета - путовање кроз садашњост и прошлост,(2010)
- Пут у Свету земљу, АРТ-принт, Бања Лука (2007)
- Везуј конце за небо,Арт принт Бањалука (2013)
- Духовно благо  ,српски и  руски  језику,Удружење Српско руски Мост(2014)
- Злочин над злочинима ,Патријаршијски Управни одбор Српске православне цркве(2015)
- Пут до слободе ,мултимедијални двд (2015)
- Душу нису убили, Удружење Српско руски Мост(2017)